# Urška Hrovat
Urška Hrovat (Liubliana, SR de Eslovenia, SFR de Yugoslavia; 18 de febrero de 1974) es una esquiadora alpina eslovena retirada. Compitió en tres Juegos Olímpicos de Invierno.

## Trayectoria
Hrovat es una esquiadora eslovena que nació el 18 de febrero de 1974 en Liubliana, en la República Socialista de Eslovenia. Participó en la categoría esquí alpino en tres juegos olímpicos de invierno, en los juegos olímpicos de Albertville en Francia en 1992, en los juegos olímpicos de Lillehammer en Noruega en 1994 y en los de Nagano, Japón, en 1998. También compitió en el Campeonato Mundial de Esquí Alpino de 1993 en Japón, en el Campeonato Mundial de Esquí Alpino de 1996 en Sierra Nevada, en el Campeonato Mundial de Esquí Alpino de 1997 en Italia, en el Campeonato Mundial de Esquí Alpino de 1999 en los Estados Unidos y en el Campeonato Mundial de Esquí Alpino de 2001 en Austria.

## Estadísticas Copa del mundo

### Clasificación de la temporada
| Estación | Edad | En general | Slalom | Gigante slalom | Super-G | Cuesta abajo | Conjunto |
| -------- | ---- | ---------- | ------ | -------------- | ------- | ------------ | -------- |
| 1992     | 17   | 58         | 21     | —              | —       | —            | —        |
| 1993     | 18   | 51         | 14     | —              | —       | —            | —        |
| 1994     | 19   | 10         | 3      | 16             | —       | —            | —        |
| 1995     | 20   | 10         | 4      | 8              | —       | —            | —        |
| 1996     | 21   | 14         | 2      | 20             | —       | —            | —        |
| 1997     | 22   | 12         | 8      | 8              | —       | —            | —        |
| 1998     | 23   | 9          | 4      | 16             | —       | —            | —        |
| 1999     | 24   | 30         | 10     | 18             | —       | —            | —        |
| 2000     | 25   | 53         | 16     | 61             | —       | —            | —        |
| 2001     | 26   | 47         | 17     | —              | —       | —            | —        |

### Palmarés
- 5 victorias (5 SL)
- 14 podios (13 SL, 1 GS)

| Estación | Fecha                   | Ubicación                        | Disciplina     | Posición |
| -------- | ----------------------- | -------------------------------- | -------------- | -------- |
| 1994     | 28 de noviembre de 1993 | Santa Caterina, Italia           | Slalom         | 3era     |
| 1994     | 22 de enero de 1994     | Maribor, Eslovenia               | Slalom         | 1era     |
| 1994     | 23 de enero de 1994     | Maribor, Eslovenia               | Slalom         | 3era     |
| 1995     | 30 de diciembre de 1994 | Méribel, Francia                 | Slalom         | 1era     |
| 1995     | 18 de marzo de 1995     | Bormio, Italia                   | Slalom gigante | 3era     |
| 1995     | 19 de marzo de 1995     | Bormio, Italia                   | Slalom         | 3era     |
| 1996     | 17 de diciembre de 1995 | San Antón, Austria               | Slalom         | 2da      |
| 1996     | 22 de diciembre de 1995 | Veysonnaz, Suiza                 | Slalom         | 2da      |
| 1996     | 14 de enero de 1996     | Garmisch-Partenkirchen, Alemania | Slalom         | 1era     |
| 1997     | 4 de enero de 1997      | Maribor, Eslovenia               | Slalom         | 2da      |
| 1998     | 20 de diciembre de 1997 | Val d'Isère, Francia             | Slalom         | 3era     |
| 1998     | 27 de diciembre de 1997 | Lienz, Austria                   | Slalom         | 3era     |
| 1998     | 14 de marzo de 1998     | Crans-Montana, Suiza             | Slalom         | 1era     |
| 1999     | 21 de noviembre de 1998 | Park City, Estados Unidos        | Slalom         | 1era     |

## Resultados de los Juegos Olímpicos
Hrovat participó en los Juegos Olímpicos de Albertville 1992, en los de Lillehammer 1994 y en los de Nagano 1998.
| Año  | Edad | Slalom | Gigante slalom | Super-G | Cuesta abajo | Conjunto |
| ---- | ---- | ------ | -------------- | ------- | ------------ | -------- |
| 1992 | 17   | 10     | —              | DNF     | —            | —        |
| 1994 | 19   | 8      | 20             | 26      | —            | 14       |
| 1998 | 23   | DNF2   | 18             | —       | —            | —        |

## Resultados del Campeonato Mundial
| Estación | Edad | Slalom | Gigante slalom | Super-G | Cuesta abajo | Conjunto |
| -------- | ---- | ------ | -------------- | ------- | ------------ | -------- |
| 1993     | 18   | 26     | 27             | —       | —            | —        |
| 1996     | 21   | 3      | 11             | —       | —            | —        |
| 1997     | 22   | —      | —              | —       | —            | —        |
| 1999     | 24   | 7      | DNF1           | —       | —            | —        |
| 2001     | 26   | 10     | —              | —       | —            | —        |